# Castrignano del Capo
Castrignano del Capo (Cascignanu in dialetto salentino) è un comune italiano di 5 046 abitanti della provincia di Lecce in Puglia.
Situato nell'estremo lembo della penisola salentina, è il comune più a sud della Puglia. Rientrano nel suo territorio le frazioni di Giuliano di Lecce, Salignano e Santa Maria di Leuca, quest'ultima rinomata località turistica. Fa parte dell'Unione dei comuni Terra di Leuca. Dal 2016 fa parte dell'associazione Borghi Autentici d'Italia

## Geografia fisica

### Territorio
Il territorio comunale ha una superficie di 20,27 km², per una densità abitativa di 265,96 abitanti per chilometro quadrato. Sorge a 121 m s.l.m., su un dirupo tufaceo digradante verso il mare.
L'abitato, dalla planimetria molto confusa, delimitata da un perimetro altrettanto irregolare, si estende tra la Serra di Vereto e la costa adriatica. Appartengono al Comune di Castrignano del Capo piccole frazioni importantissime per le risorse turistiche: Giuliano di Lecce e Salignano (rispettivamente a nord-ovest e a est) e Santa Maria di Leuca, un moderno centro balneare sorto sul sito di un'antica città messapica, nell'insenatura tra il Capo Santa Maria di Leuca e punta Ristola, la parte più meridionale della penisola salentina. In qualità di località balneare, Santa Maria di Leuca è stata segnalata con tre vele nella Guida Blu di Legambiente ed è stata Bandiera Blu delle Spiagge nell'anno 2005.
Dall'ottobre 2006, parte del suo territorio rientra nel Parco Costa Otranto - Santa Maria di Leuca e Bosco di Tricase istituito dalla Regione Puglia allo scopo di salvaguardare la costa orientale del Salento, ricca di pregiati beni architettonici e di importanti specie animali e vegetali.
Il territorio, ricoperto di macchia mediterranea, pinete e uliveti, confina a ovest con il comune di Patù, a nord con il comune di Morciano di Leuca e Alessano, a est con il comune di Gagliano del Capo, a sud-ovest con il mare Ionio e a sud-est con il mare Adriatico.
- Classificazione sismica: zona 4 (sismicità molto bassa), Ordinanza PCM n. 3274 del 20/03/2003

### Clima
Dal punto di vista meteorologico Castrignano del Capo rientra nel territorio del basso Salento che presenta un clima prettamente semiarido (BWh) e un regime termico di tipo praticamente tropicale. Gli inverni sono molto caldi per la latitudine (paragonabili a quelli delle coste settentrionali del Golfo Persico) e le estati sono caratterizzate da caldo intenso e umide. In base alle medie di riferimento, la temperatura media del mese più freddo, gennaio, si attesta attorno ai +16,8 °C, mentre quella del mese più caldo, agosto, si aggira sui +28,5 °C. Le precipitazioni medie annue, che si aggirano intorno ai 321 mm, presentano un minimo in primavera-estate ed un picco in autunno-inverno.
Facendo riferimento alla ventosità, i comuni del basso Salento risentono debolmente delle correnti occidentali grazie alla protezione determinata dalle serre salentine che creano un sistema a scudo. Al contrario le correnti autunnali e invernali da sud-est, favoriscono in parte l'incremento delle precipitazioni, in questo periodo, rispetto al resto della penisola.
Le temperature percepite in inverno non superano quasi mai i 23 °C, mentre d'estate sono quasi sempre superiori a 34 °C con picchi fino a 40/44 °C.
| Castrignano del Capo       | Mesi | Mesi | Mesi | Mesi | Mesi | Mesi | Mesi | Mesi | Mesi | Mesi | Mesi | Mesi | Stagioni | Stagioni | Stagioni | Stagioni | Anno |
| Castrignano del Capo       | Gen  | Feb  | Mar  | Apr  | Mag  | Giu  | Lug  | Ago  | Set  | Ott  | Nov  | Dic  | Inv      | Pri      | Est      | Aut      | Anno |
| -------------------------- | ---- | ---- | ---- | ---- | ---- | ---- | ---- | ---- | ---- | ---- | ---- | ---- | -------- | -------- | -------- | -------- | ---- |
| T. max. media (°C)         | 18,6 | 21,4 | 23,1 | 25,7 | 29,8 | 32,2 | 33,6 | 33,6 | 33,1 | 26,7 | 23,0 | 19,2 | 19,7     | 26,2     | 33,1     | 27,6     | 26,7 |
| T. min. media (°C)         | 15,2 | 17,0 | 20,2 | 21,4 | 21,7 | 21,9 | 22,7 | 23,1 | 23,0 | 21,1 | 18,1 | 16,0 | 16,1     | 21,1     | 22,6     | 20,7     | 20,1 |
| Precipitazioni (mm)        | 36   | 34   | 32   | 27   | 21   | 17   | 17   | 14   | 26   | 34   | 31   | 32   | 102      | 80       | 48       | 91       | 321  |
| Umidità relativa media (%) | 79,0 | 78,9 | 78,6 | 77,8 | 75,7 | 71,1 | 68,4 | 70,2 | 75,4 | 79,3 | 80,8 | 80,4 | 79,4     | 77,4     | 69,9     | 78,5     | 76,3 |

- Classificazione climatica di Castrignano del Capo:[6]
  - Zona climatica: C
  - Gradi giorno: 1116

## Origini del nome
Così come per Castrignano de' Greci, Castro e per Castri di Lecce, anche per Castrignano del Capo si pensa che il nome derivi dalla parola latina castrum che significa fortezza, accampamento. L'aggiunta della specifica "del Capo", in quanto sorge nel Capo di Leuca, è per distinguerlo da Castrignano de' Greci.

## Storia
Le origini della nascita del paese non sono certe. Il territorio fu certamente insediamento romano anche se la presenza dell'uomo è attestata sin dall'età del Bronzo per la presenza del menhir di Ussano   posto nella frazione di Giuliano di Lecce. Una leggenda popolare vorrebbe che San Pietro stesso, nel suo viaggio verso Roma, si sia fermato a Castrignano del Capo (precisamente a Santa Maria di Leuca) e che, da allora, il tempio pagano dedicato alla dea Minerva sia diventato il Santuario della "Madonna de finibus terrae". In realtà, l'unica fonte documentaria (apocrifa) che narra del viaggio di S. Pietro per Roma direbbe che l'Apostolo sbarcò a Puteoli, l'odierna Pozzuoli.
Veri e propri centri urbani cominciarono, comunque a prendere forma solo intorno al X secolo, quando i Saraceni distrussero la vicina Vereto causando la fuga dei suoi abitanti che, a loro volta, diedero vita a nuovi agglomerati come quello di Castrignano del Capo.
Infeudato ai d'Almeto nel 1280, il paese passò nel corso dei secoli a numerose famiglie feudatarie. Fu feudo dei De Caniano, dei Pignatelli, dei Bilitta, degli Ayerbo, dei Della Ratta, dei Della Barliera, dei De Frisis e dei Guarini.

### Simboli
Stemma
(D.P.R. del 25 giugno 1998)
Gonfalone

## Monumenti e luoghi d'interesse

### Architetture religiose

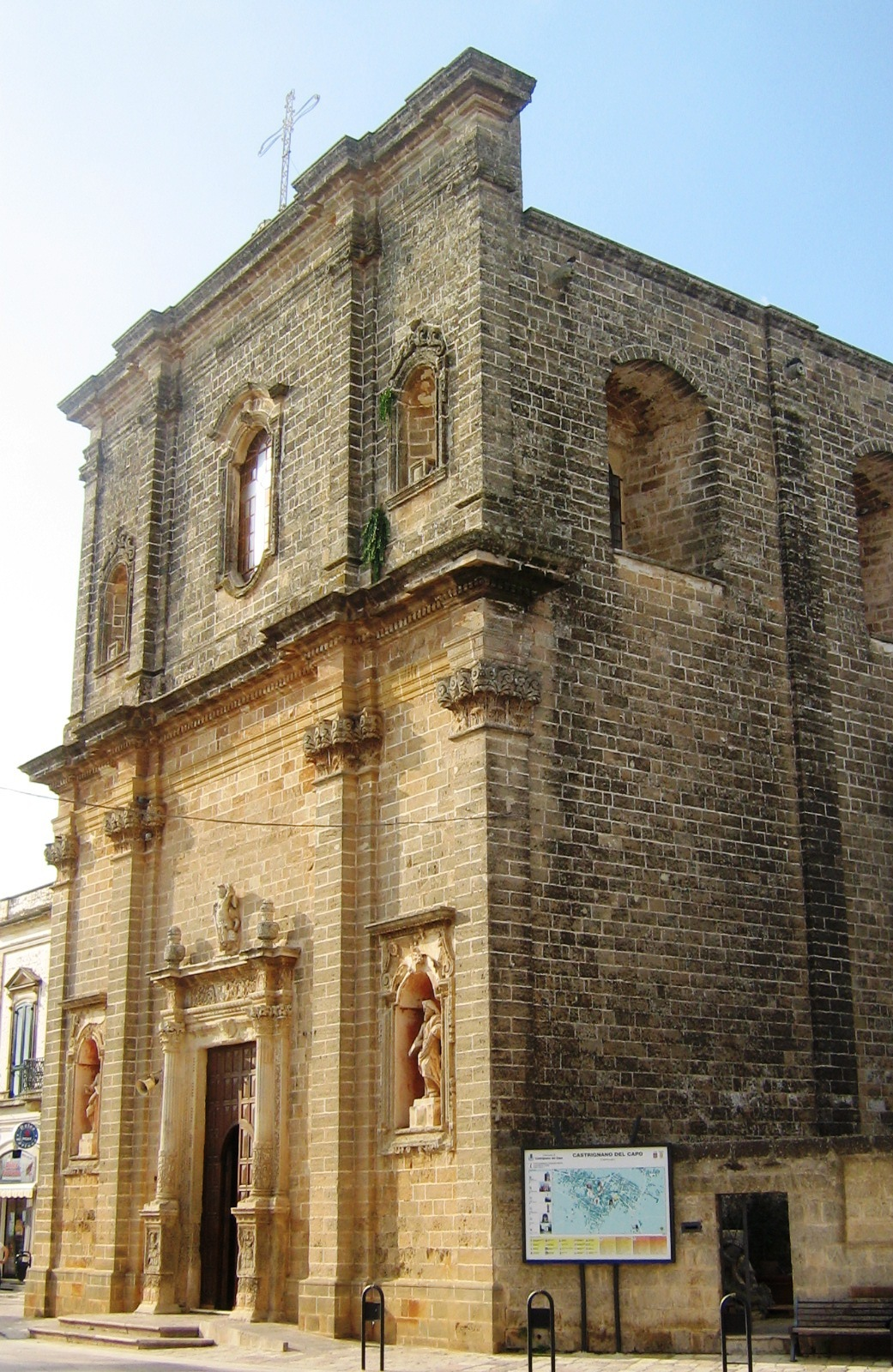
Chiesa di San Michele Arcangelo

#### Chiesa di San Michele Arcangelo
La costruzione della chiesa madre di San Michele Arcangelo ebbe inizio il 2 aprile 1743 e sorge sulle rovine di una precedente chiesa rinascimentale, distrutta dal terremoto del 20 febbraio 1743. I lavori furono completati nel 1751 ed il 22 dicembre dello stesso anno venne consacrata alla presenza del vescovo Luigi D'Alessandro. Edificata in stile barocco, conserva ancora alcuni tratti della preesistente struttura rinascimentale costruita tra le due torri dell'antica rocca. Realizzata in carparo, la chiesa misura una lunghezza di 36 metri, una larghezza di 11 metri ed un'altezza di 17 metri. Il prospetto è caratterizzato dal portone centrale decorato con bassorilievi, stemmi che ricordano la vecchia chiesa ed una statua di San Michele, in pietra, adagiata al centro di una cornice che poggia su due colonne laterali. Due nicchie con statue si aprono ai lati del portale.
L'interno, ad unica navata, ha sei altari laterali (tre per lato), dei quali si distinguono per importanza quelli dedicati alla Pietà, alla Madonna del Rosario e a san Michele. Quadri e tele settecentesche raffigurano Sant'Oronzo, San Michele Arcangelo, San Giovanni Battista, la Madonna delle Grazie e la Visitazione della Beata Vergine Maria. Di particolare pregio artistico è la statua in legno datata 1707, opera del napoletano Nicola Fumo, raffigurante San Michele Arcangelo. Una leggenda popolare vuole che questa statua non sia appoggiata su un piedistallo, ma che vi sia un millimetro di spazio fra il piede e la base. Nel 1970, in seguito alla riforma del Concilio Vaticano II che prevedeva il sacerdote celebrante rivolto verso i fedeli, il presbiterio fu privato del raffinatissimo altare maggiore in marmi pregiati e della balaustra. Nella navata di destra, al di sopra del terzo altare, si trova un imponente organo costruito dall'illustre artigiano Sebastiano Kircher nel 1751. Alto circa 3 metri e largo 2, l'organo è formato da una cassa a tre campane e 25 canne.

#### Altre chiese
- Cappella di Sant'Antonio da Padova – situata nel centro del paese, fu edificata nella seconda metà del XIX secolo. Presenta una sobria facciata in stile neoclassico e un interno a tre navate con altare maggiore.
- Chiesa della Madonna delle Morelle – adiacente al cimitero, fu edificata agli inizi del XIX secolo in seguito ad un fatto prodigioso. Secondo la leggenda popolare, nel Settecento, un cacciatore durante una battuta di caccia trovò, tra i rami di un cespuglio di more (o morelle), un'immagine della Madonna.
- Cappella dello Spirito Santo – si tratta di una piccolissima struttura, dall'estrema semplicità architettonica, edificata nel XVIII secolo.
- Cappella di Santa Maria della Misericordia – risale al 1639 e fu edificata sulle rovine di un'altra chiesa dedicata a Santa Maria dello Trisciolo.
- Chiesa della Madonna Immacolata – posta nelle immediate vicinanze del centro storico, risale agli inizi del Settecento e presenta all'interno un decoratissimo altare maggiore in marmi policromi. È sede dell'omonima confraternita.
- Basilica santuario di Santa Maria de Finibus Terrae, situata nella frazione di Santa Maria di Leuca.

### Architetture civili

#### Borgo Terra

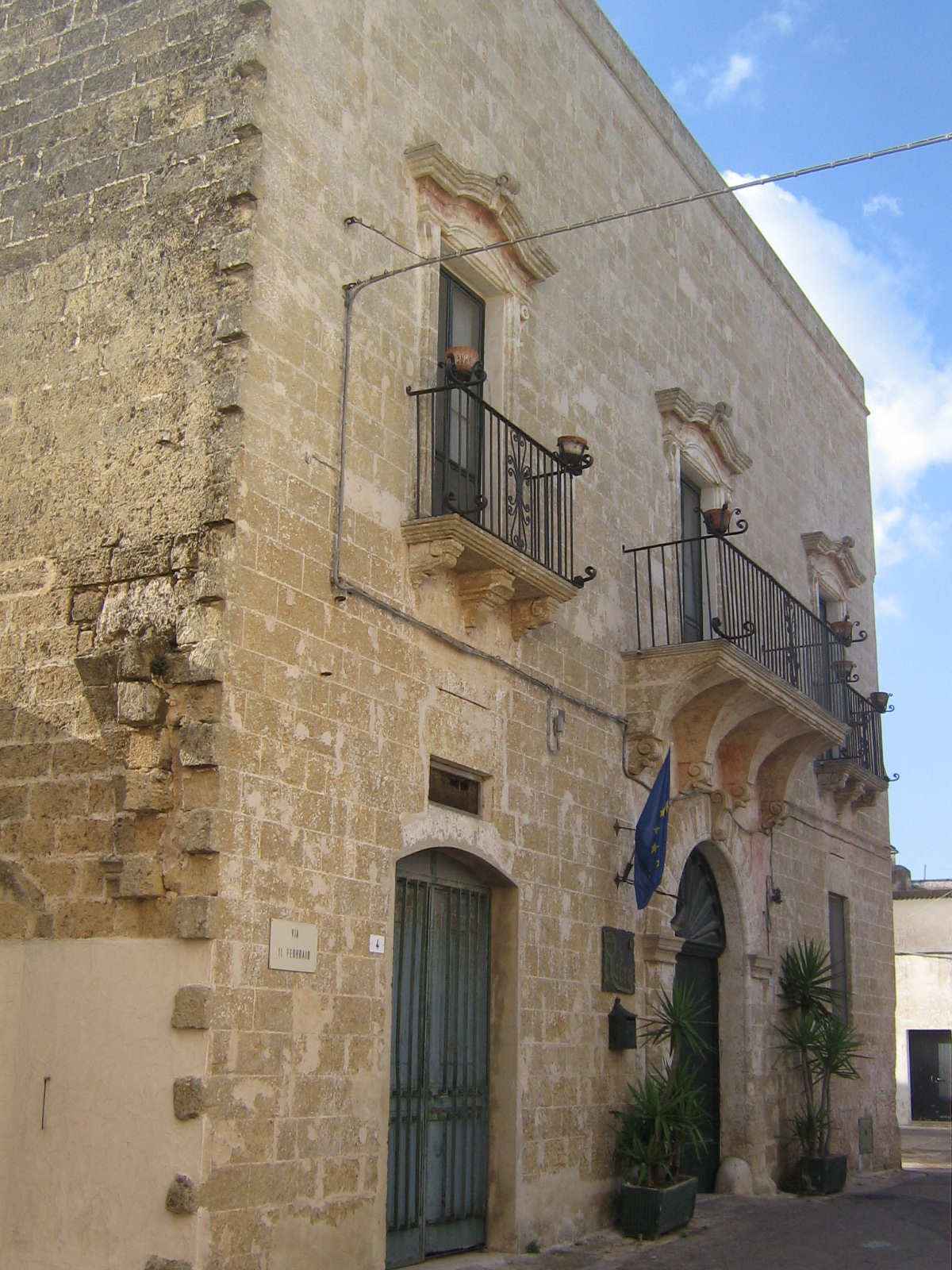
Palazzo Muzi

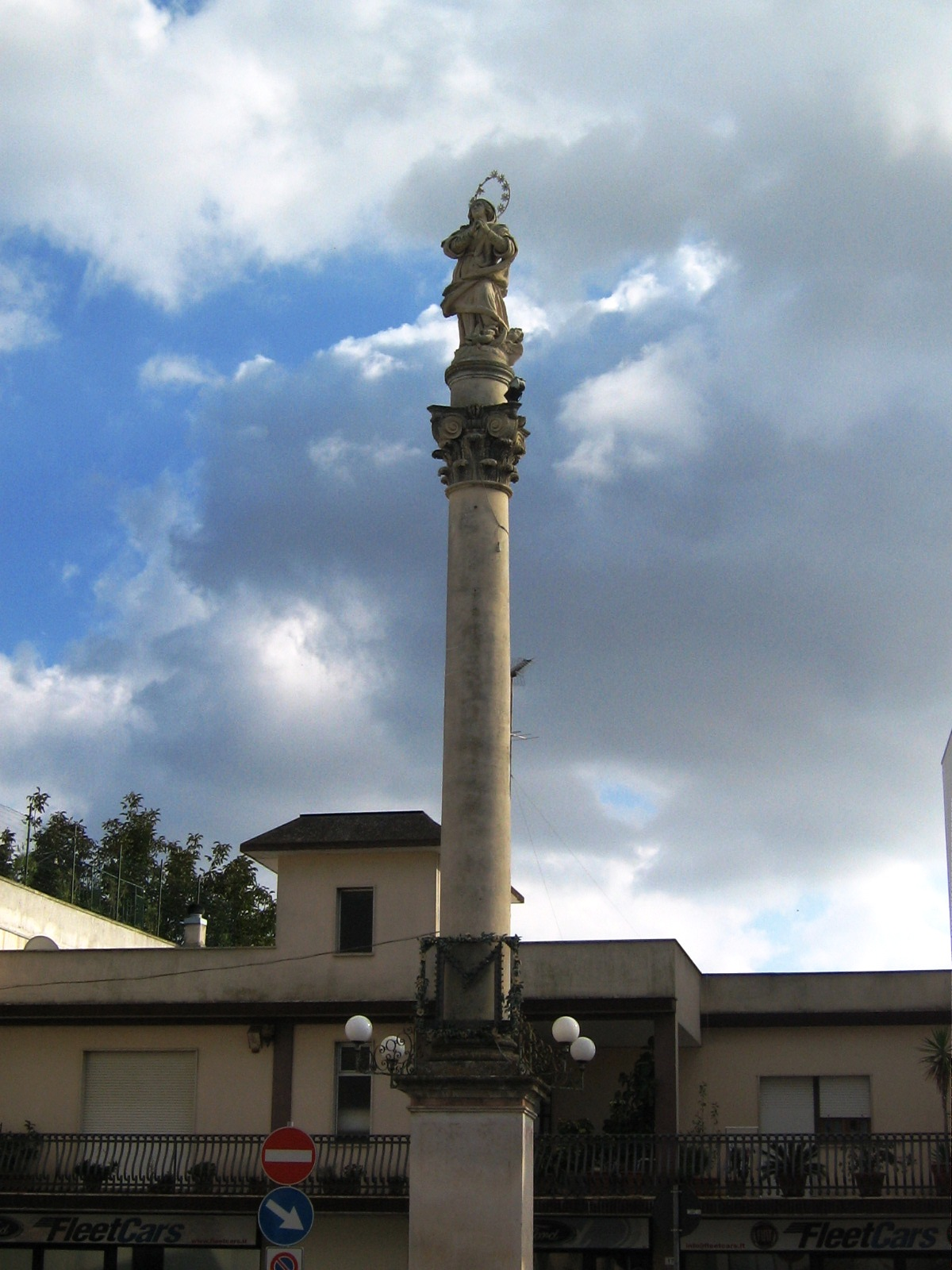
Colonna dell'Immacolata

L'antico centro di Castrignano del Capo, detto "Borgo Terra", rappresenta la prima società rurale del paese e risale al Medioevo, periodo in cui si succedettero svariate famiglie feudatarie.
Il Borgo, uno dei luoghi più suggestivi del paese, è costituito da una serie di piccoli e contorti vicoli che si snodano tra le pareti bianche delle case a corte con caratteristici balconi. Vi è la presenza di numerosi frantoi oleari ipogei. Il piccolo centro medievale venne arricchito nel 1460 dall'interessante Palazzo Fersini. In abbandono per molto tempo, negli ultimi anni ha riacquistato l'importanza che gli compete.

#### Palazzo Muzi
Palazzo Muzi, edificato tra la fine del XVIII e i primi anni del XIX secolo, è ubicato nel nucleo antico di Piazza San Nicola, oggi Piazza Mercato. Si presenta con una facciata elegante e fu costruito lungo le mura di cinta del Borgo Terra. Dell'impianto originario rimangono una cortina in muratura a pendenti e una gettarola dalla quale venivano lanciati pietre ed olio bollente contro gli attacchi dei pirati. Per oltre due secoli fu la dimora della famiglia Trani.
Il palazzo, oltre ad essere la dimora signorile dei proprietari, aveva le stesse funzioni delle antiche masserie autosufficienti. All'interno, infatti, vi erano un mulino, tre pozzi per la raccolta dell'acqua piovana e un frantoio ipogeo. Si racconta che questa dimora abbia ospitato nel 1807 Giuseppe Bonaparte. Inoltre nel 1943 vi alloggiò il re Vittorio Emanuele III accompagnato dal maresciallo Badoglio. Attualmente è stato trasformato in bed and breakfast.

#### Masseria Palamita
Masseria Palamita, risalente al XVI secolo, fu edificata sul luogo dove sorgeva una torre di difesa. Il complesso masserizio, trasformato recentemente in dimora stagionale, sorge sulla strada litoranea che conduce al Marina di Leuca.

### Altro

#### Colonna dell'Immacolata
La colonna votiva dedicata alla Vergine Immacolata fu innalzata nel 1838 come ricorda l'iscrizione latina riprodotta a pennello sulla facciata est dell'alto piedistallo quadrato, che sorregge la grande colonna. Sulla sommità è posizionata una statua della Madonna realizzata dallo scultore Martino Carluccio di Muro Leccese.

#### Colonna di San Michele
La Colonna di San Michele fu fatta costruire nel 1839. Le analoghe caratteristiche stilistiche con la colonna dell'Immacolata, fanno pensare alla stessa manodopera.

### Giuliano di Lecce
Da vedere: 
- Castello cinquecentesco
- Chiesa madre di San Giovanni Crisostomo
- Chiesa dell'Immacolata
- Chiesa bizantina di San Pietro
- Cripta del Pantocratore
- Menhir Mensi

### Salignano
Da vedere: 
- Chiesa madre di Sant'Andrea
- Chiesa della Purificazione
- Chiesa di San Giuseppe
- Chiesa della Madonna delle Rasce
- Torre di difesa del 1550

### Santa Maria di Leuca
Da vedere: 
- Promontorio Japigeo "De Finibus Terrae", estremo lembo della penisola salentina.
- Santuario della Madonna de Finibus Terrae
- Grotte
- Ville ottocentesche

## Società

### Evoluzione demografica
Abitanti censiti

### Etnie e minoranze straniere
Al 31 dicembre 2020 a Castrignano del Capo risultano residenti 152 cittadini stranieri. Le nazionalità principali sono:

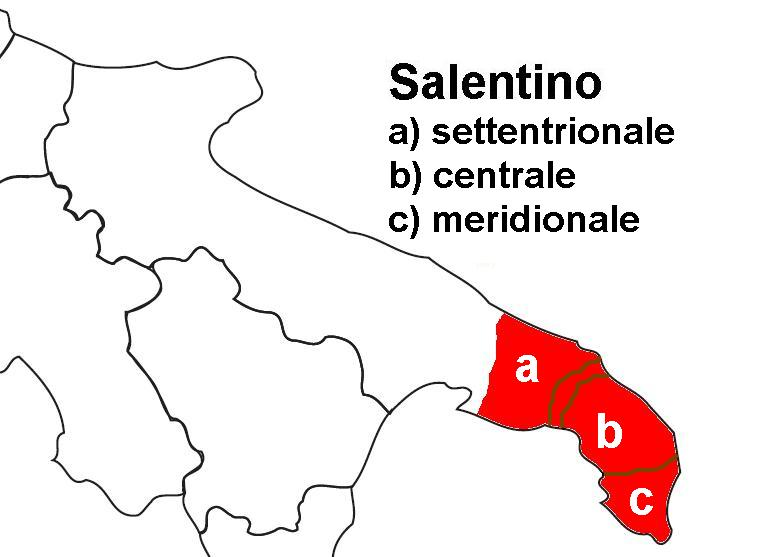
Diffusione del dialetto salentino

- Marocco - 21

### Lingue e dialetti
Il dialetto parlato a Castrignano del Capo è il dialetto salentino nella sua variante meridionale. Il dialetto salentino, appartenente alla famiglia delle lingue romanze e classificato nel gruppo meridionale estremo, si presenta carico di influenze riconducibili alle dominazioni e ai popoli stabilitisi in questi territori nei secoli: messapi, greci, romani, bizantini, longobardi, normanni, albanesi, francesi, spagnoli.

## Cultura

### Istruzione

#### Biblioteche
- Biblioteca comunale

#### Scuole
Le scuole, statalizzate, presenti a Castrignano sono 4:
- scuola elementare di S.M. di Leuca;
- scuola elementare di Castrignano del Capo;
- scuola media inferiore di Castrignano del Capo;
- scuola materna di Salignano.

### Cucina
I piatti che caratterizzano il paese sono quelli presenti in tutto il Salento:
- Ciceri e tria (pasta e ceci)
- minchiareddi (pasta fatta in casa)
- gnommareddi (involtini di frattaglie di agnello o capretto)
- taraddu (frisa con olio, pomodoro e sale)
- conserva (passata di peperoni piccanti)
- pittule (impasto comprendente farina, che viene fritto e condito con verdura, sale o zucchero)
- la salamura cotta (pomodori freschi, cipolla abbondante, con peperoni dolci e piccanti)

## Economia
L'economia locale è dedita all'agricoltura e al turismo. La frazione di Santa Maria di Leuca è una delle principali località turistiche del Salento.

## Infrastrutture e trasporti

### Strade
I collegamenti stradali principali sono rappresentati da:
- Strada statale 16 Adriatica Lecce-Maglie; SS 275 di Santa Maria di Leuca Maglie-Leuca.
- SS 101 Salentina di Gallipoli Lecce-Gallipoli; SS 274 Salentina Meridionale Gallipoli-Leuca.

Il centro è anche raggiungibile dalle strade provinciali interne: SP74 Castrignano del Capo-Santa Maria di Leuca, 'SP191 Castrignano del Capo-Marina di Leuca, SP351 Morciano di Leuca-Patù-Castrignano del Capo-Gagliano del Capo.

## Amministrazione
Di seguito è presentata una tabella relativa alle amministrazioni che si sono succedute in questo comune.
| Periodo           | Periodo           | Primo cittadino         | Partito                     | Carica              | Note   |
| ----------------- | ----------------- | ----------------------- | --------------------------- | ------------------- | ------ |
| 3 dicembre 1986   | 27 settembre 1991 | Fernando Marzo          | Partito Socialista Italiano | Sindaco             | [ 11 ] |
| 30 settembre 1991 | 13 agosto 1992    | Nicola Russo            |                             | Comm. straordinario | [ 11 ] |
| 13 agosto 1992    | 5 luglio 1993     | Elio Ivagnes            | Partito Socialista Italiano | Sindaco             | [ 11 ] |
| 2 settembre 1993  | 28 aprile 1997    | Roberto Michele Pirelli | Partito Socialista Italiano | Sindaco             | [ 11 ] |
| 28 aprile 1997    | 14 maggio 2001    | Francesco Siciliano     | centro-destra               | Sindaco             | [ 11 ] |
| 14 maggio 2001    | 25 luglio 2005    | Francesco Siciliano     | centro-destra               | Sindaco             | [ 11 ] |
| 25 luglio 2005    | 30 maggio 2006    | Gaetano Tufariello      |                             | Comm. straordinario | [ 11 ] |
| 30 maggio 2006    | 16 maggio 2011    | Antonio Ferraro         | lista civica                | Sindaco             | [ 11 ] |
| 16 maggio 2011    | 5 giugno 2016     | Anna Maria Rosafio      | lista civica                | Sindaco             | [ 11 ] |
| 5 giugno 2016     | 4 ottobre 2021    | Santo Papa              | lista civica                | Sindaco             | [ 11 ] |
| 4 ottobre 2021    | in carica         | Francesco Petracca      | lista civica                | Sindaco             | [ 11 ] |